# 141-й меридіан східної довготи
141-й меридіан східної довготи — лінія довготи, що лежить на 141 градус східніше Гринвіцького меридіана. Вона проходить від Північного полюса через Північний Льодовитий океан, Азію, Тихий океан, Австралазію, Індійський океан, Південний океан та Антарктиду до Південного полюса.
141-й меридіан східної довготи формує велике коло разом із 39-тим меридіаном західної довготи.

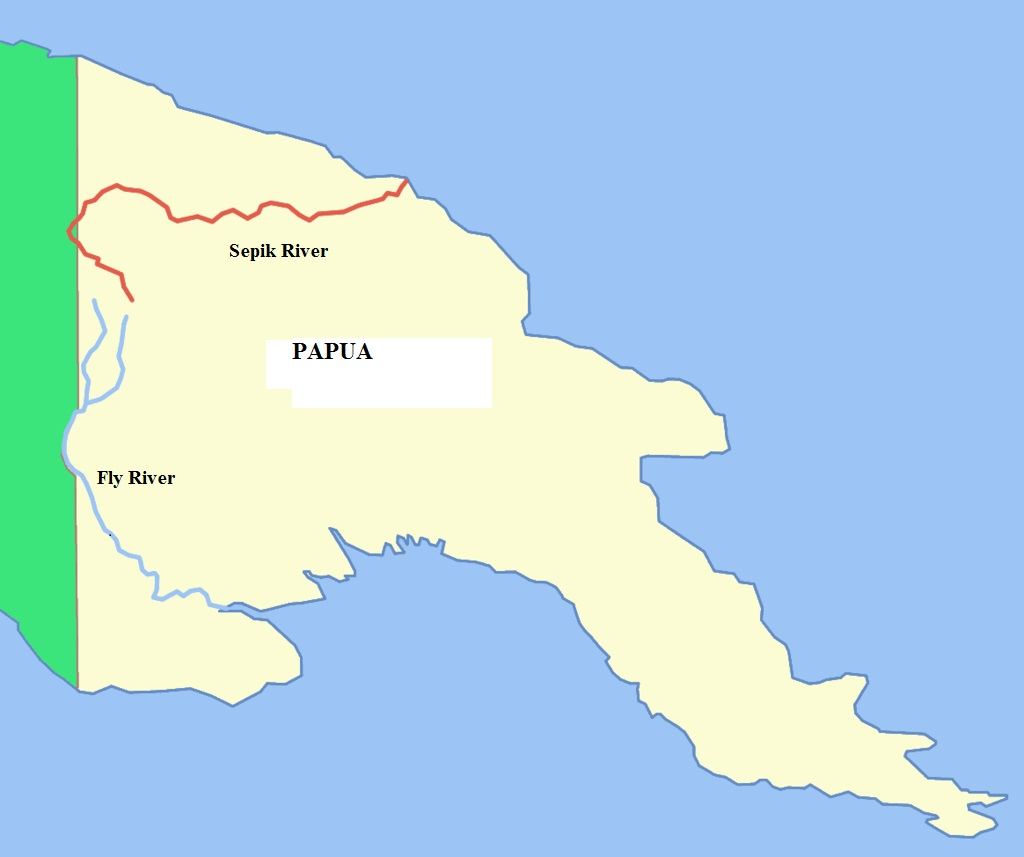
Через 141-й меридіан східної довготи проходить частину кордону між Індонезією та Папуа Новою Гвінею (на південь до річки Флай)

На Новій Гвінеї через меридіан проходить частина кордону між Індонезією та Папуа Новою Гвінеєю. На південь від цієї ділянки кордон проходить по річці Флай, яка відхиляється на захід від меридіана. Ще південніше індонезійсько-папуанський кордон проходить східніше меридіана, паралельно йому.

Через 141-й меридіан східної довготи проходить кордон Південної Австралії з Квінслендом та Новим Південним Уельсом

В Австралії через меридіан проходить кордон Південної Австралії з Квінслендом та Новим Південним Уельсом. Передбачалося, що кордон Південної Австралії з штатом Вікторія також має проходити по цьому меридіану, однак внаслідок неточності, пов'язаної з обмеженнями тогочасних геодезичних технологій, кордон між штатами був проведений приблизно за 3,6 км на захід від меридіана.

## Список географічних об'єктів, що перетинає 141° сх. д.
Починаючи на Північному полюсі та рухаючись до Південного полюса, 141-й меридіан східної довготи проходить через:
| Координати                                                   | Країна, територія або море                             | Примітки |
| ------------------------------------------------------------ | ------------------------------------------------------ | --- |
| 90°0′ пн. ш. 141°0′ сх. д. / 90.000° пн. ш. 141.000° сх. д.  | Північний Льодовитий океан                             | |
| 76°1′ пн. ш. 141°0′ сх. д. / 76.017° пн. ш. 141.000° сх. д.  | Росія                                                  | Новосибірські острови — проходить через острів Котельний |
| 74°54′ пн. ш. 141°0′ сх. д. / 74.900° пн. ш. 141.000° сх. д. | Східносибірське море                                   | Протока Саннікова |
| 74°15′ пн. ш. 141°0′ сх. д. / 74.250° пн. ш. 141.000° сх. д. | Росія                                                  | Новосибірські острови — проходить через Малий Ляховський острів |
| 73°59′ пн. ш. 141°0′ сх. д. / 73.983° пн. ш. 141.000° сх. д. | Східносибірське море                                   | Протока Саннікова |
| 73°47′ пн. ш. 141°0′ сх. д. / 73.783° пн. ш. 141.000° сх. д. | Росія                                                  | Новосибірські острови — проходить через Великий Ляховський острів |
| 73°23′ пн. ш. 141°0′ сх. д. / 73.383° пн. ш. 141.000° сх. д. | Східносибірське море                                   | Протока Лаптєва |
| 72°52′ пн. ш. 141°0′ сх. д. / 72.867° пн. ш. 141.000° сх. д. | Росія                                                  | |
| 72°42′ пн. ш. 141°0′ сх. д. / 72.700° пн. ш. 141.000° сх. д. | Море Лаптєвих                                          | |
| 72°33′ пн. ш. 141°0′ сх. д. / 72.550° пн. ш. 141.000° сх. д. | Росія                                                  | |
| 58°25′ пн. ш. 141°0′ сх. д. / 58.417° пн. ш. 141.000° сх. д. | Охотське море                                          | |
| 53°24′ пн. ш. 141°0′ сх. д. / 53.400° пн. ш. 141.000° сх. д. | Росія                                                  | |
| 51°40′ пн. ш. 141°0′ сх. д. / 51.667° пн. ш. 141.000° сх. д. | Татарська протока                                      | Проходить західніше острова Монерон, Росія |
| 45°26′ пн. ш. 141°0′ сх. д. / 45.433° пн. ш. 141.000° сх. д. | Японія                                                 | Проходить через острів Ребун[en] |
| 45°21′ пн. ш. 141°0′ сх. д. / 45.350° пн. ш. 141.000° сх. д. | Японське море                                          | |
| 43°14′ пн. ш. 141°0′ сх. д. / 43.233° пн. ш. 141.000° сх. д. | Японія                                                 | Проходить через острів Хоккайдо Проходить через Отару |
| 42°18′ пн. ш. 141°0′ сх. д. / 42.300° пн. ш. 141.000° сх. д. | Тихий океан                                            | Затока Утіура[en] |
| 41°54′ пн. ш. 141°0′ сх. д. / 41.900° пн. ш. 141.000° сх. д. | Японія                                                 | Проходить через півострів Осіма на острові Хоккайдо |
| 41°43′ пн. ш. 141°0′ сх. д. / 41.717° пн. ш. 141.000° сх. д. | Цуґарська протока                                      | |
| 41°29′ пн. ш. 141°0′ сх. д. / 41.483° пн. ш. 141.000° сх. д. | Японія                                                 | Проходить через півострів Сімо-Кіта на острові Хонсю |
| 41°11′ пн. ш. 141°0′ сх. д. / 41.183° пн. ш. 141.000° сх. д. | Затока Муцу                                            | |
| 40°56′ пн. ш. 141°0′ сх. д. / 40.933° пн. ш. 141.000° сх. д. | Японія                                                 | Проходить через острів Хонсю |
| 38°14′ пн. ш. 141°0′ сх. д. / 38.233° пн. ш. 141.000° сх. д. | Тихий океан                                            | Затока Сендай[en] |
| 37°46′ пн. ш. 141°0′ сх. д. / 37.767° пн. ш. 141.000° сх. д. | Японія                                                 | Проходить через острів Хонсю |
| 37°6′ пн. ш. 141°0′ сх. д. / 37.100° пн. ш. 141.000° сх. д.  | Тихий океан                                            | Проходить східніше острова Нісіносіма, Японія |
| 2°36′ пд. ш. 141°0′ сх. д. / 2.600° пд. ш. 141.000° сх. д.   | Становить кордон між Індонезією та Папуа Новою Гвінеєю | Проходить через Нову Гвінею |
| 6°19′ пд. ш. 141°0′ сх. д. / 6.317° пд. ш. 141.000° сх. д.   | Папуа Нова Гвінея                                      | Проходить через Нову Гвінею |
| 6°53′ пд. ш. 141°0′ сх. д. / 6.883° пд. ш. 141.000° сх. д.   | Індонезія                                              | Кордон з Папуа Новою Гвінеєю проходить за 2 км східніше, паралельно меридіану |
| 9°7′ пд. ш. 141°0′ сх. д. / 9.117° пд. ш. 141.000° сх. д.    | Арафурське море                                        | |
| 11°2′ пд. ш. 141°0′ сх. д. / 11.033° пд. ш. 141.000° сх. д.  | Затока Карпентарія                                     | |
| 16°57′ пд. ш. 141°0′ сх. д. / 16.950° пд. ш. 141.000° сх. д. | Австралія                                              | Квінсленд Становить кордон Південної Австралії з Квінслендом Становить кордон Південної Австралії з Новим Південним Уельсом Вікторія — кордон з Південною Австралією проходить за 3 км західніше, паралельно меридіану |
| 38°4′ пд. ш. 141°0′ сх. д. / 38.067° пд. ш. 141.000° сх. д.  | Індійський океан                                       | Австралія визнає цю акваторію частиною Південного океану[1][2] |
| 60°0′ пд. ш. 141°0′ сх. д. / 60.000° пд. ш. 141.000° сх. д.  | Південний океан                                        | |
| 66°46′ пд. ш. 141°0′ сх. д. / 66.767° пд. ш. 141.000° сх. д. | Антарктида                                             | Земля Аделі (претендує Франція) |